# Leslie Ishii
Leslie Ishii is een Amerikaans actrice.

## Biografie
Ishii was in 1993 voor het eerst te zien op televisie met een eenmalige gastrol in de serie Life Goes On. Hierna speelde ze rollen in films en televisieseries als Murder One (1995-1997), Beverly Hills, 90210 (1998-1999), Days of Our Lives (2002-2003), Lost (2009) en Fame (2009).

## Filmografie

### Films
- 2009 Fame – als administratrice
- 2004 The Last Letter – als mrs. Fong
- 2003 Written in Blood – als rechter Kirkwood
- 2000 The Stray – als dr. Kaplan
- 1997 Mononoke Hime – als stem Engelse versie (animatiefilm)
- 1995 Species – als verpleegster

### Televisieseries
Uitgezonderd eenmalige gastrollen.
- 2014 - 2015 The Bold and the Beautiful - als dr. Anna Li - 5 afl.
- 2009 Lost – als Lara Straume – 3 afl.
- 2006 Medium - als barkeeper - 2 afl.
- 2002 – 2003 Days of Our Lives – als dr. Jaynes – 2 afl.
- 1999 Beverly Hills, 90210 – als Michelle Sosna – 3 afl.
- 1995 – 1997 Murder One – als verslaggeefster – 7 afl.